# Bistones

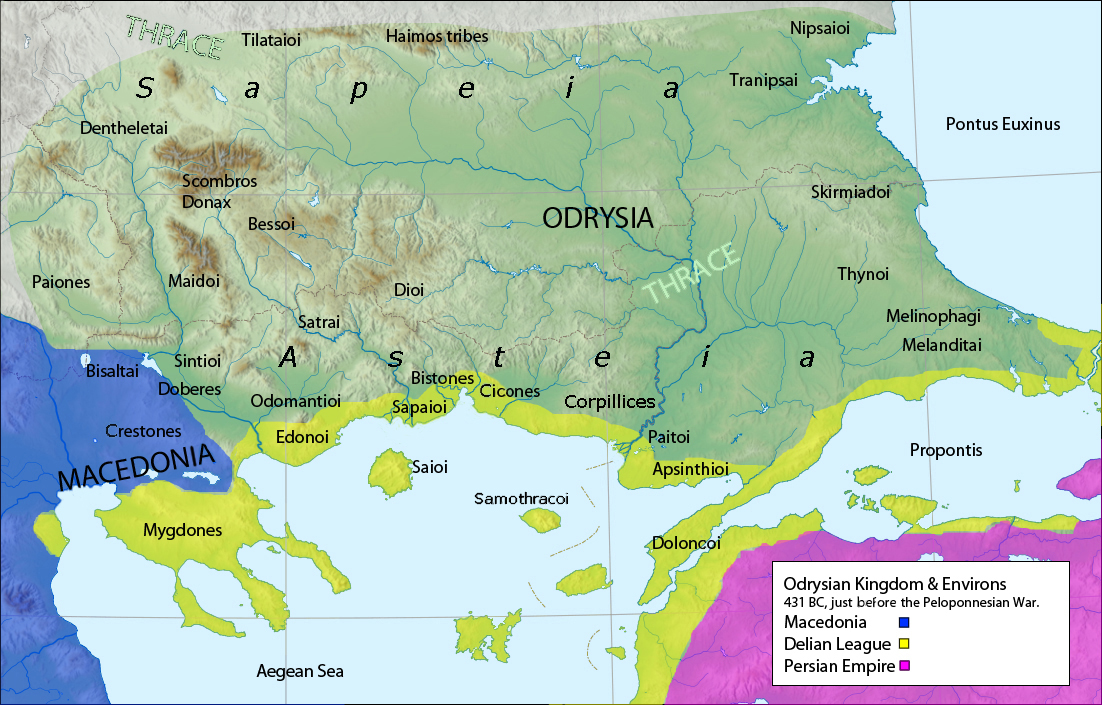
Localisation approximative des Bistones

Les Bistones (grec ancien : Βίστονες) sont un peuple de Thrace qui habitait au sud du mont Rhodope et sur les côtes de la mer Égée. Dans le récit que fait le Pseudo-Apollodore de son combat contre Diomède le Thrace et ses juments cannibales, les Bistones viennent prêter main-forte à Diomède et Héraclès qui, pour combattre, confie les juments cannibales à la garde de son éromène d'alors, Abdéros. Mais les juments le tuent en le jetant à terre et en le traînant sur le sol derrière elles. Après avoir tué Diomède et mis en fuite les Bistones survivants, Héraclès, affligé par la perte de son aimé, élève un tombeau en l'honneur d'Abdère et fonde à proximité une cité qu'il nomme Abdère. Dans leur territoire et près d'Abdère se trouvait le Bistonis lacus (actuelle Lagos Bourou). 

## Source
Cet article comprend des extraits du Dictionnaire Bouillet. Il est possible de supprimer cette indication, si le texte reflète le savoir actuel sur ce thème, si les sources sont citées, s'il satisfait aux exigences linguistiques actuelles et s'il ne contient pas de propos qui vont à l'encontre des règles de neutralité de Wikipédia.